# Анастас Янов
Анастас Янов (Янев) е български революционер, участник в Сръбско-турската война (1876), опълченец от Македония (1877 – 1878) и участник в Сръбско-българската война (1885).

## Биография
Роден е в 1848 или 1852 година във Велес, тогава в Османската империя. Дребен търговец. Включва се като доброволец в Сръбско-турската война в 1876 година, участва в руско-българската доброволческата бригада на генерал Черняев. След войната отива в Русия и е зачислен в Кишиневския местен батальон.
Постъпва в Българското опълчение и на 29 април 1877 година е зачислен във II дружина, V рота. На 20 юни е оставен за кадър във Втора серия. На 2 август е зачислен в X дружина, III рота под името Атанас Янков. Напуска я и се връща във II дружина, където повторно е зачислен на 3 септември 1877 година под името Анастас Янов, като е отбелязано, че идва от Втора серия. Уволнен е на 3 юли 1878 година.
След Освобождението се установява в новосъздаденото Княжество България, заселвайки се в Шумен. Участва като доброволец в Сръбско-българската война (1885) в състава на Шуменската доброволческа дружина.
Работи в полицията от 1879 до 1893 година като младши конен стражар и като младши пеши стражар, от 1890 до 1893 година е в Околийското управление в Нови пазар. След уволняването си от служба (1893) работи като слуга и общ работник.
Умира на 6 април 1908 година в Шумен.